# Formato de video AMV
AMV (advanced media video) es formato de video propietario, desarrollado para reproductores MP4 así como para los reproductores MP3 S1 con reproducción de video. Surge de la necesidad de desarrollar un formato de video optimizado para reproductores de gama baja, el formato es  eficiente en términos de procesamiento y libre de regalías, permitiendo así mantener bajos los costos de producción de los dispositivos.

## Formato
El contenedor es una versión modificada del contenedor AVI. El formato de vídeo es una variante del Motion JPEG, con una tabla fija de cuantificadores en vez de variable. El formato de audio es una variante del IMA ADPCM, donde los primeros 8 bytes de cada frame son: origen (16 bits), índice (16 bits) y el número de las muestras de 16-bit codificadas (32 bits); todos los archivos AMV conocidos tienen 22050 muestras/segundo.
La baja sobrecarga del descodificador es de suma importancia ya que los reproductores MP3 S1 tienen procesadores de muy bajo coste (una variante del Z80). El ratio de compresión de vídeo es bajo — cerca de 4 pixels/byte, comparados con los más de 10 pixels/byte del MPEG-2 — aunque como los archivos son de resolución baja (96×96 hasta 208×176 píxeles) y de bajo frame rate (10, 12, o 16 fps), el tamaño de los archivos es pequeño. Por ejemplo, un AMV con una resolución de 128×96 píxeles y un frame rate de 12 fps, un vídeo de 30 minutos puede ser comprimido en 80 MB.

## Documentación
La documentación de este formato no ha sido publicada, pero Dobrica Pavlinušić a través de ingeniería inversa desarrolló un descodificador basado en Perl. También desarrolló junto a Tom Van Braeckel y Vladimir Voroshilov una versión de FFmpeg que trabaja con archivos AMV. El código utilizado por estas aplicaciones fue incluido en el proyecto principal de FFmpeg.